# Comando de Aeródromo A (o) 30/VII
El Comando de Aeródromo A (o) 30/VII (Flieger-Horst-Kommandantur A (o) 30/VII) fue una unidad de la Luftwaffe durante la Segunda Guerra Mundial.

## Historia
Fue formado el 15 de junio de 1944 en Bayreuth-Bindlach, a partir del Comando de Aeródromo A (o) 14/XII.

## Comandantes
- Mayor Rudolf Stockert – (15 de junio de 1944 – 12 de noviembre de 1944)
- Mayor Wilhelm Silbersiepe – (12 de noviembre de 1944 – 8 de mayo de 1945)

## Servicios
- junio de 1944 – mayo de 1945: en Bayreuth-Bindlach bajo el Comando de Base Aérea 14/VII.

## Orden de Batalla

### Unidades adheridas
- Comando de Pista de Aterrizaje Vilseck
- Comando de Pista de Aterrizaje Windischenlaibach